# Międzynarodowy Dzień Upamiętniający Zniesienie Niewolnictwa
Międzynarodowy Dzień Upamiętniający Zniesienie Niewolnictwa (ang.     International Day for the Abolition of Slavery) – obchodzony corocznie 2 grudnia, w rocznicę uchwalenia w 1949 roku Konwencji ONZ w sprawie zwalczania handlu ludźmi i eksploatacji prostytucji rezolucją 317(IV). 
Konwencja została otwarta do podpisu 21 marca 1950 roku w Lake Success w stanie Nowy Jork.